# British Talent Cup
A British Talent Cup egy gyorsasági-motorverseny sorozat fiatal versenyzők számára Nagy-Britanniában. A MotoGP-t szervező és annak kereskedelmi jogait birtokló Dorna hívta életre a brit utánpótlásképzés támogatására. A sorozat létrehozásáról a Dorna és a brit motorsport promótere, az MSVR állapodtak meg még 2017-ben, az első szezonra pedig 2018-ban került sor.
A BTC a Road to MotoGP program része, amely több hasonló tehetségkutató bajnokságot foglal magába. A Dorna már az ezredfordulón komoly energiát fektetett a fiatalok képzésébe Spanyolországban, 2007-től a Red Bull Rookies Cup segítségével pedig már a világ minden tájáról válogathattak a tehetségek között. 2014-ben a spanyol bajnokság helyét átvette a Moto3-as Junior Világbajnokság és elindították az Asia Talent Cup-ot is. Utóbbinak a brit megfelelője lényegében a BTC, ahonnan a legjobbak a Rookies Cup-ban, illetve a junior vb-n folytathatják. Azóta a Dorna elindította a Northern Talent Cup-ot is, amely főleg Európa északi-, illetve középső részére koncentrál.
A brit motorsport komoly hagyományokkal rendelkezik, régebben legendás versenyzőik voltak - utánpótlás szinten azonban viszonylag kevés kiemelkedő versenyzőjük akadt az utóbbi évtizedekben. Ezért is van szükség a Dorna segítségére. A BTC olyan szaktekintélyekkel kívánta megadni a projekt színvonalát, mint a korábbi kiváló motoros, Jeremy McWilliams, valamint a spanyol és az ázsiai motorsport felvirágoztatásában korábban kiváló eredményeket felmutató Alberto Puig. Előbbi a kiválasztási folyamatban scout-ként vett részt, utóbbi pedig igazgatói szerepkörben felügyelte volna a munkát - kiemelten a gyerekek képzését. A 2018-as szezon legelején azonban Puig elfogadta Honda ajánlatát és ő lett a Repsol Honda csapat vezetője a MotoGP-ben. Ez pedig azt jelentette, hogy a BTC-s feladatait többnyire Dani Ribalta vette át, aki később az NTC-ben is a motorosok képzéséért felelt. 12 és 17 év közötti versenyzők vehetnek részt ebben a bajnokságban.
A Dorna igyekezett úgy összeállítani mindent, ahogy az az Asia Talent Cup-ban már jól bevált. A futamok leginkább a MotoGP és a Superbike-vb betétfutamaiként kerültek megrendezésre. Ráadásul nem csak Nagy-Britanniában, hanem egy-egy alkalommal más európai helyszínekre is ellátogattak, mint Valencia, Brno, vagy Assen.
A motorok egyforma, Honda NSF250R-ek voltak, amiket az első két évben a széria biztosított (szerelőkkel és mérnökökkel együtt). 2020-tól viszont komoly változások történtek és a European Talent Cup-hoz, valamint a Northern Talent Cup-hoz hasonlóan már a versenyzők saját csapata készítette fel ezeket a technikákat.
2020 több szempontból is mérföldkő volt a sorozat történetében: ekkortól ugyanis többnyire nem a Dorna által rendezett nagy, nemzetközi sorozatok betétfutamaként rendezték a futamokat, hanem a BSB (brit superbike bajnokság) részeként. Így jellemzően a BSB versenynaptárához igazodtak és a televíziós közvetítések is átvették annak arculatát. Az átállást viszont nehezítette a COVID-19 járvány, ami miatt teljesen át kellett rendezni a versenynaptárat, valamint a csapatok és versenyzők számára az anyagi terhek is növekedtek.

## Az eddigi szezonok
A 2018-as szezonban két futam is elmaradt a rossz időjárási körülmények miatt: az egyik a szezonnyitón, Donington Parkban; a másik pedig Silverstone-ban.
A 2020-as szezon menetrendje a koronavírus miatt jelentősen átalakult.
2021-től a BTC futamai első sorban a British Superbike (BSB) sorozat betétfutamaiként szerepelnek - összesen csak egy olyan versenyhétvége volt a szezon során, ahol a MotoGP előfutamaként rendezték meg Silverstone-ban. Ez azt jelenti, hogy egyetlen egyszer sem jártak Nagy-Britannián kívül abban az évben (korábban olyan helyszínekre is elkísérték a világbajnokságot, mint Brno, Assen, vagy Valencia).
| Év   | Bajnok         | Ország   | Pontszám | Győzelmek | Dobogók | Versenyek száma |
| ---- | -------------- | -------- | -------- | --------- | ------- | --------------- |
| 2018 | Rory Skinner   | Anglia   | 195      | 4         | 8       | 10              |
| 2019 | Scott Ogden    | Anglia   | 221      | 2         | 8       | 10              |
| 2020 | Franco Bourne  | Anglia   | 166      | 4         | 5       | 10              |
| 2021 | Casey O'Gorman | Írország | 273      | 8         | 11      | 18              |
| 2022 | Johnny Garness | Anglia   | 336      | 12        | 14      | 18              |
| 2023 | Evan Belford   | Anglia   | 303      | 5         | 12      | 18              |
| 2024 | Lucas Brown    | Anglia   | 284      | 3         | 12      | 18              |

## A fiatal versenyzők menedzselése
Az Asia Talent Cup-hoz hasonlóan a Dorna itt is kínál karrierépítési lehetőségeket a legjobban teljesítő motorosoknak. A Junior Talent Team révén - az ázsiai tehetségekkel együtt - a junior vb-n teljesíthetnek teljes szezont a kiemelt tehetségek, valamint a Red Bull Rookies Cup-ba is beválogatnak közülük néhányat.

### 2017
A széria létrejöttének bejelentésekor az is kiderült, hogy a BTC egy teljes szezonon keresztül támogatja a Moto3-as vb-n John McPhee-t, aki így a British Talent Team színeiben indult és 7. lett összesítésben, 3 dobogós helyet produkálva.
Ugyanilyen színekben a CEV Moto3-as Junior Világbajnokság utolsó fordulójában rajthoz állhatott Thomas Booth-Amos, (aki soha nem szerepelt a BTC-ben) és végül egy 16. helyezést tudott felmutatni.

### 2018
A Honda és a Dorna által menedzselt Junior Talent Team első brit versenyzője Booth-Amos lett. Ő a Junior vb-n indulhatott és 13 pontot szerezve a 22. lett összesítésben. 5 futamot hagyott ki a szezon során és egy 5. hely lett a legjobbja Albacetében.

### 2019
A BTC első szezonját követően 2019-ben már lehetett támogatni az onnan kikerülő motorosokat. Az első olyan felfedezett, akit felkarolt a Dorna, az Max Cook volt - ő teljes szezont futhatott a junior vb-n (a Junior Talent Team tagjaként) és a Rookies Cupban is. Előbbiben 16 ponttal a 25. lett összesítésben (legjobb teljesítménye egy 11. helyezés volt a szezonzárón, Valenciában); utóbbiban pedig 83. ponttal 9.-ként végzett, egy alkalommal pedig Németországban dobogóra is állhatott.

### 2020
A Junior Talent Team itt már nem csak Cookot, hanem a '19-es bajnok Scott Ogdent is támogatta. A junior vb-n Cook 13. lett 45 ponttal (5. hely lett a legjobbja Aragonban); Ogden pedig 15. 32 egységet gyűjtve (8. hely volt a legjobbja a szezonzárón, Valenciában).
A Red Bull Rookies Cupban csak Ogden indult és a 18. lett összesítésben (két futamot kihagyott, 11. hely lett a legjobbja a szezon során).

### 2021
A Junior Talent Team ismét csak egy britet támogatott: az előző szezonban 13 évesen remekül teljesítő Eddie O'Shea lett a kiválasztott. Az ír motoros teljes szezont futott a Moto3-as junior világbajnokságon, de pontot nem tudott szerezni. A legjobb eredménye egy 16. helyezés volt Barcelonában.
A Rookies Cupban szintén indulhatott O'Shea, aki négy alkalommal szerzett pontot és végül 9 egységet gyűjtve a 21. lett a szezon végén. Scott Ogden is indult, aki 57 ponttal a 13. lett (legjobb eredménye egy 7. hely volt).